# تجمع السر والسرير (حجر الصيعر)

تعديل مصدري - تعديل

تجمع السر والسرير هو "تجمع بدوي" في عزلة حجر الصيعر بمديرية حجر الصيعر التابعة لمحافظة حضرموت، بلغ تعداد سكانها 84 نسمة حسب تعداد اليمن لعام 2004.